# Giulio Cesare Cappa
Giulio Cesare Cappa (Voghera, 1880 – Voghera, 1955) è stato un ingegnere italiano, progettista di numerosi tipi di automobili, come 509, 519, 520 Superfiat, 804/404, Tipo 61, Tipo 11, Tipo 15, e Bugatti Type 53. Per il Regio Esercito progettò anche il carro armato Fiat 2000 e la Autocarretta da battaglione, e per la Miller Balsamo di Milano la motocicletta da record 175. Fu anche valente progettista di motori per aereo, come i Fiat A-14, A-14S, A-15, A-15R, A-18, A-19, A-21, e Itala Cappa 18.

## Biografia

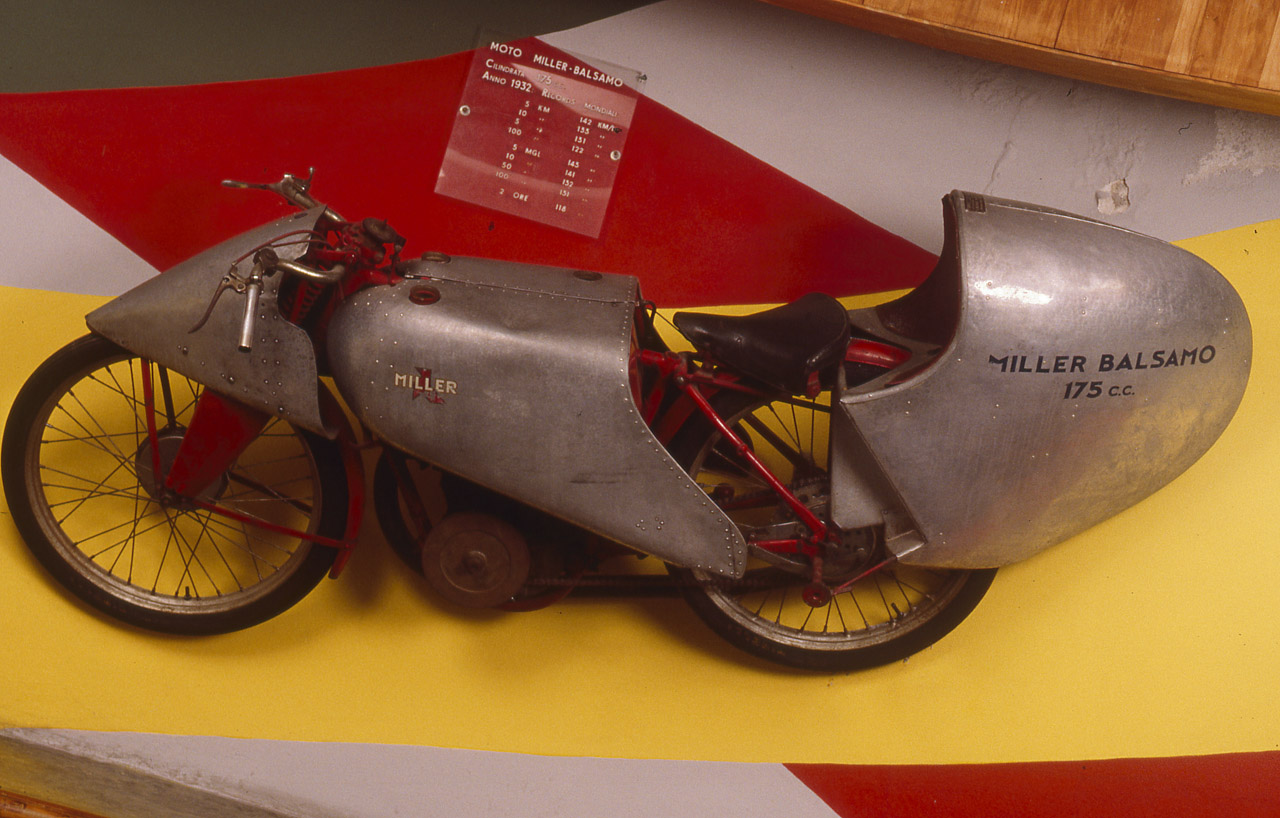
La Miller Balsamo 175. A bordo di questa motocicletta il pilota Carlo Fumagalli conquistò otto record mondiali nel 1932.

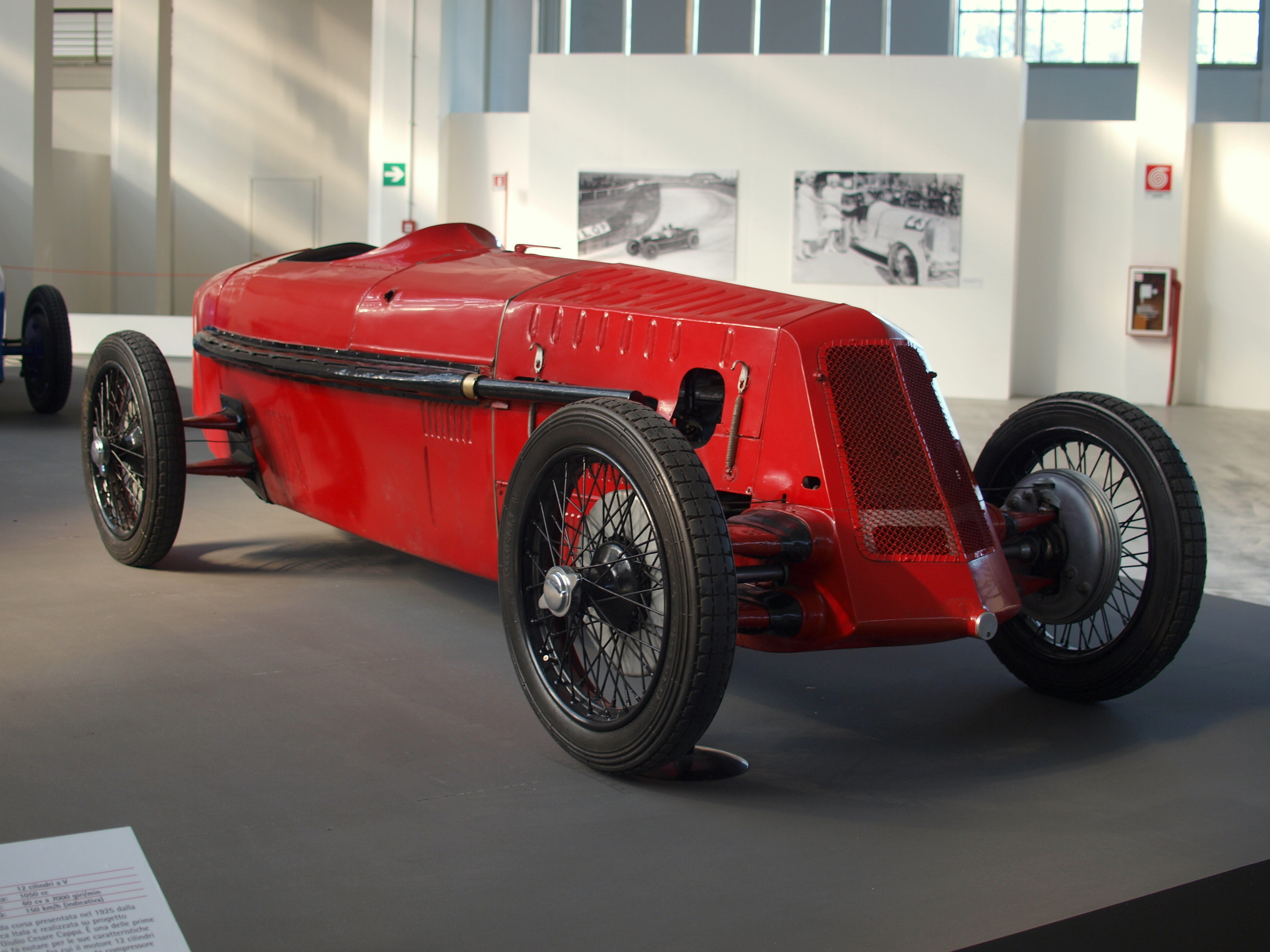
Il prototipo della Itala Tipo 11.

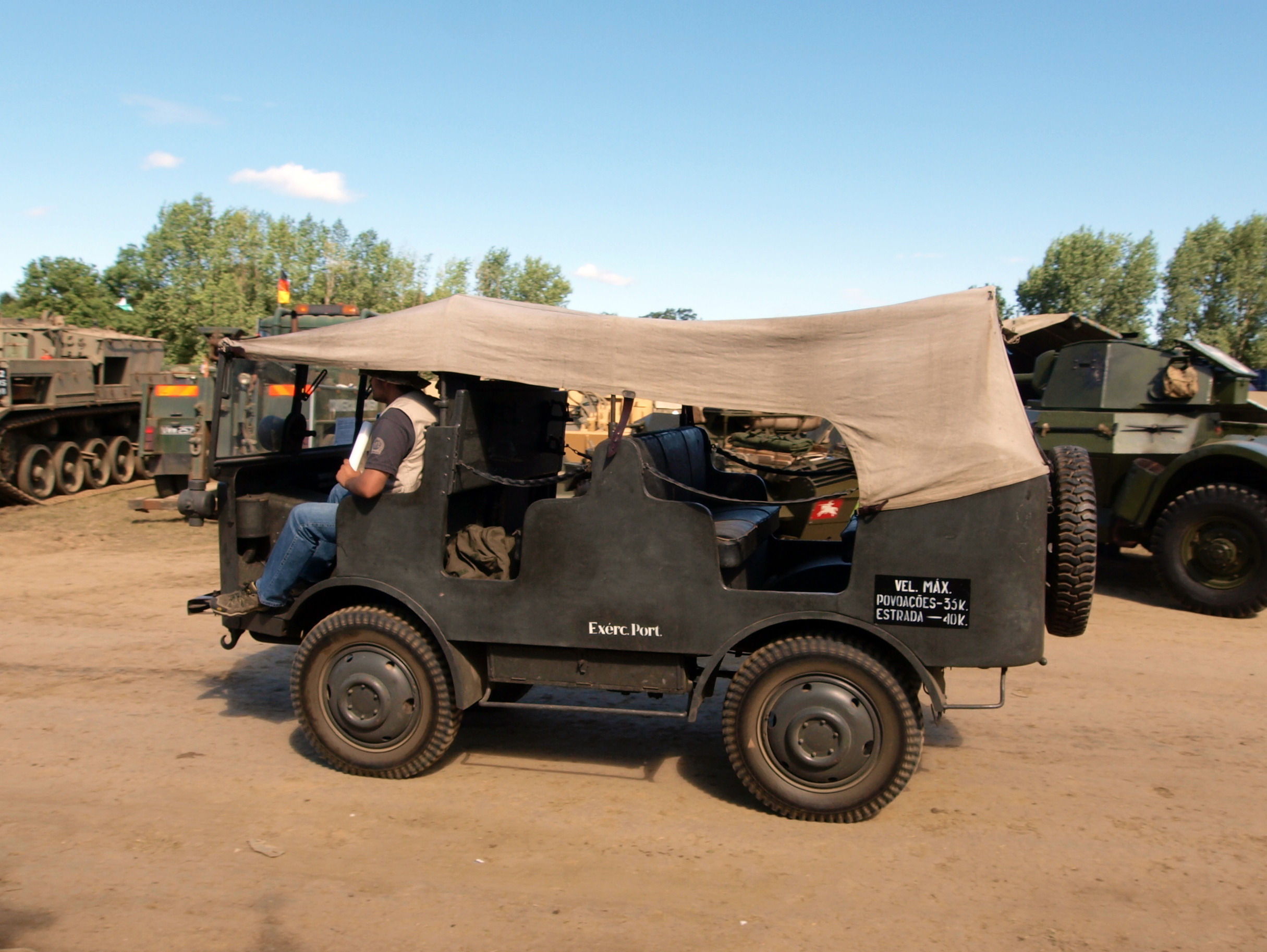
Una Autocarretta OM restaurata.

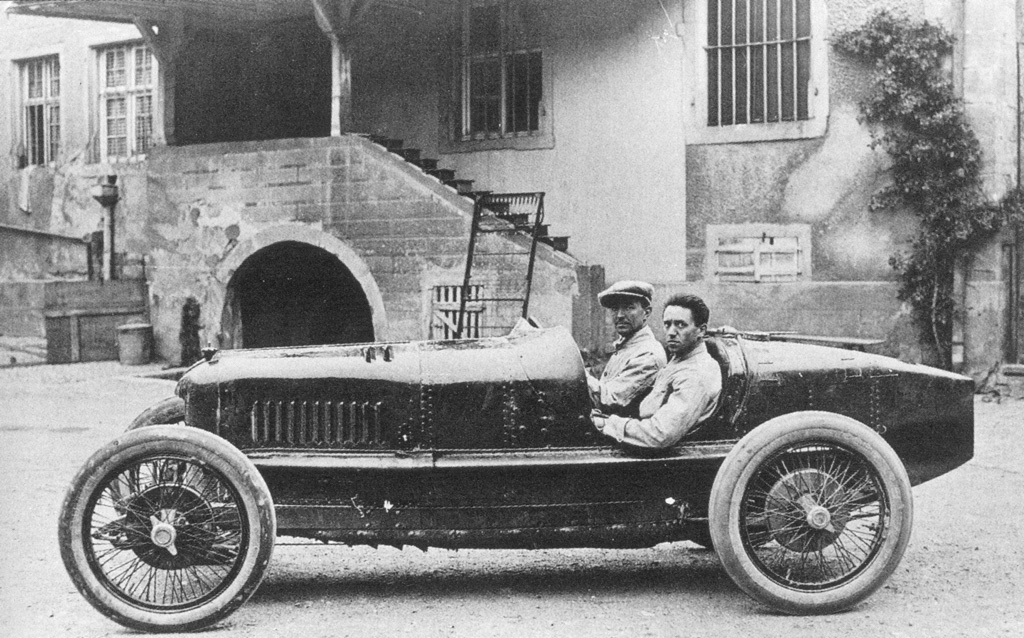
Pietro Bordino su Fiat 804 al Gran Premio di Francia, tenutosi a Strasburgo nel 1922.

Nacque a Voghera nel 1880, figlio di Guglielmo  e Elena Meardi.
Frequentato il biennio fisico-matematico a Pavia nel 1904 si laureò in ingegneria all'università di Torino. Appassionatosi al mondo dell'automobilismo fu inventore di numerosi tipi di motori e châssis dalle alte prestazioni, molto apprezzati dai colleghi e dagli sportsmen dell'epoca. Nel 1905 partecipò alla II Esposizione internazionale di automobili di Torino, dove presentò il prototipo di una motocicletta dotata di propulsore monocilindrico centrale, raffreddato a liquido.
In quello stesso anno, insieme a Giulio Pallavicino di Priola, fondò la società di produzione automobilistica Aquila Italiana i cui motori delle automobili realizzate montarono per la prima volta al mondo pistoni in lega leggera di sua invenzione. Nel 1908, dopo la presentazione del modello 15/20 HP Pallavicino perì in un incidente automobilistico ad un passaggio a livello a Magenta, e l'azienda entrò in una crisi profonda tanto da portare i libri in tribunale. Lasciò la società per trasferirsi a lavorare presso le Officine Miller Costruzioni Aeronautiche, creata a Torino dall'ingegner Franz Miller, dove rimase per un paio di anni.
Nel gennaio 1909 Vincenzo Marsaglia, figlio del proprietario della banca creditrice e valente pilota di automobili e aerei, fece in modo che l'azienda fosse acquisita dall'istituto di credito, assumendo la denominazione sociale di "Anonima Aquila Italiana di L. Marsaglia". Lasciata la Miller rientrò nella nuova società come direttore tecnico. Entrato in contrasto con la proprietà, nel 1914 lasciò la ditta e fu subito assunto alla FIAT. A Torino progettò le vetture 509, 519, 520 Superfiat e 804/404, i motore d'aviazione A-14 da 700 CV,  A-14S, A-15, A-15R, A-18, A-19, A-21, il carro armato 2000, lo chassis dell'autocarro 15 ter e contribuì alla realizzazione del trattore cingolato d'artiglieria 20 B2. 
La famosa 6 cilindri 804/404, con motore da due litri, nel 1922 si impose dapprima a Strasburgo, e poi a Monza con al volante il pilota Pietro Bordino.
Lasciò la FIAT nel 1924 aprendo un proprio studio tecnico indipendente, e lavorando per numerose fabbriche tra le quali Ansaldo automobili, OM Breda, Caproni, Piaggio, Alfa Romeo e Itala, dove creò la Tipo 61, la Tipo 11, la Tipo 15. e il motore aeronautico Cappa 18. Inoltre per la Bugatti progettò una macchina da corsa, la Type 53, e per le aziende Le Lorraine e Westinghouse alcuni motori ma spaziando pure in altri campi. Nel 1934 assunse la presidenza della Studi Tecnici Aeronautici Littoria (STAL) con sede presso la sua abitazione, in via Pier Carlo Boggio 24, a Torino, ma senza grande successo, tanto che la società fu messa in liquidazione il 3 gennaio 1939.
Considerato un inventore geniale, i numerosissimi brevetti a lui intestati ne hanno accompagnato per molto tempo la costante ricerca della perfezione: dal primo, del 1905, per una "Motocicletta perfezionata", all'ultimo, del 1951, per un "Economizzatore di benzina". Si spense nella sua città natale nel 1955.

### Annotazioni
1. ↑  Lomellino, classe 1844, era stato un brillante ingegnere ferroviario, nonché progettista di innovative locomotive, che nel 1905, subito dopo la nazionalizzazione delle ferrovie italiane, aveva ricoperto l'incarico di direttore del Servizio "Materiale e Trazione".
2. ↑  Per l'Ansaldo e l'OM realizzo una vettura fuoristrada, denominata Carretta da battaglione, antesignana della successiva jeep americana prodotta dalla Willis.
3. ↑  Nella fornita documentazione lasciataci dal suo Studio si trovano progetti di locomotori, motocompressori, motociclette, scooter, "motoaratri" e motori per il settore motonautico.

### Fonti
1. ↑  Cybermotorcycle.
2. 1 2  Mancini 1936, p. 271.
3. 1 2  Mancini 1936, p. 142.
4. 1 2 3 4 5 6 7 8 9 10 11 12  Giacosa 2014, p. 20.
5. 1 2 3 4 5  Ferrari 2005, p. 18.
6. ↑  Raffaelli 2012, p. 65.
7. ↑  Ferrari 2005, p. 17.
8. ↑  Raffaelli 2012, p. 66.
9. ↑  Giacosa 2014, p. 19.
10. 1 2  Museo Auto.
11. ↑  Avia.